# Deutscher Nationalismus

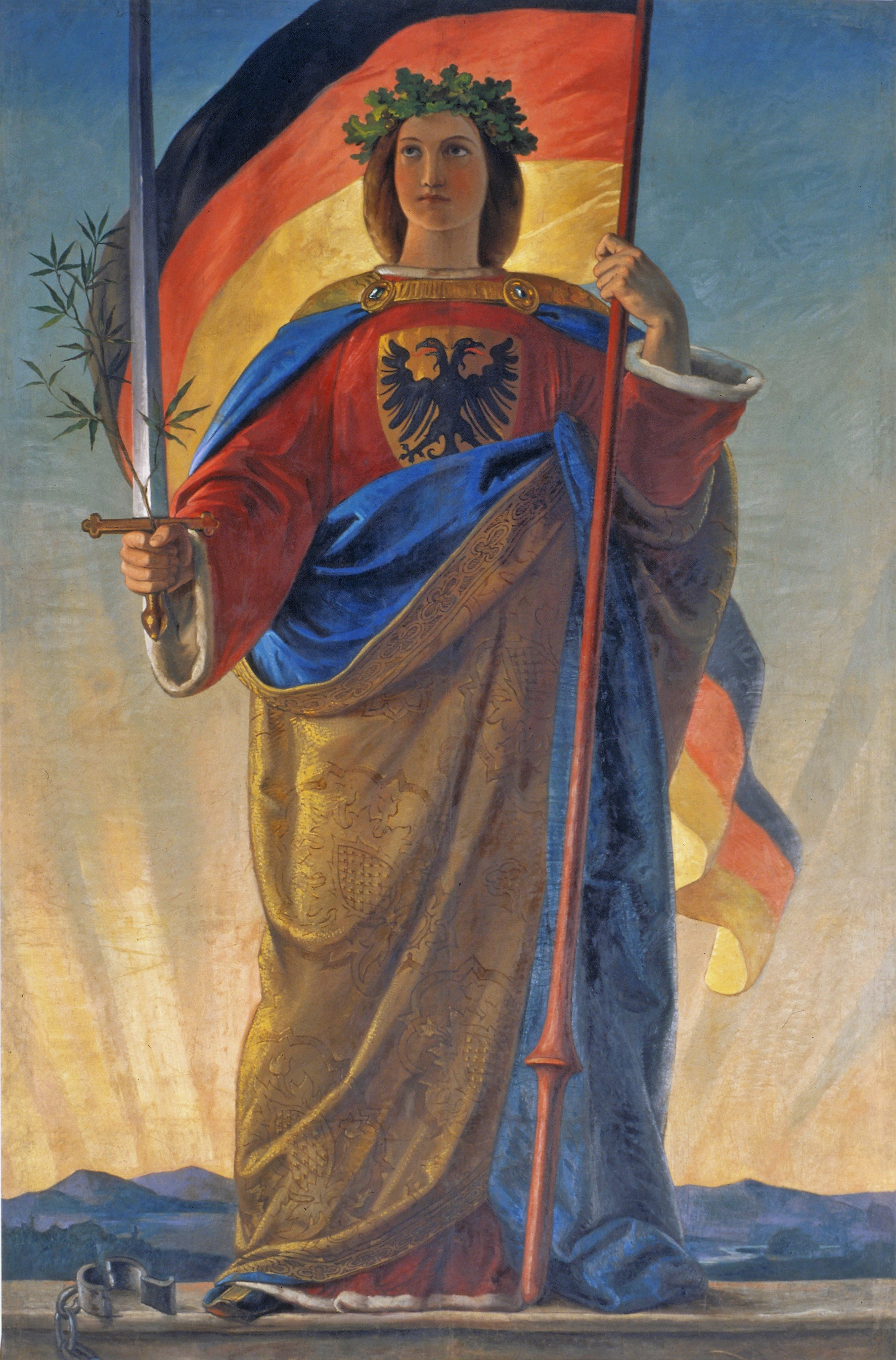
Die Nationalallegorie Germania, die schwarz-rot-goldene Flagge und der Reichsadler gehören zu den Symbolen eines deutschen Nationalismus

Der Begriff Deutscher Nationalismus umfasst heute eine Vielzahl von Nationalismen, die sich auf das ethnische Zusammengehörigkeitsgefühl der Deutschen beziehen und die um 1770 ihren Anfang nahmen. Er wird zu den ethnischen, das heißt zu den „volksbezogenen“ Nationalismen gerechnet.

## Frühnationalismus
Wolfgang Hardtwig beschreibt einen deutschen Frühnationalismus, dessen Entwicklung bereits um 1495 (Reichsreform) begann und der bis in die Zeit der Revolution von 1848 andauerte. Diesen gliedert er in drei Phasen. In der ersten, die vom Beginn der frühen Neuzeit bis in die 1760er-Jahre reichte, wurde der Nationalismus nur von winzigen – wenn auch wachsenden – Eliten getragen, aber entwickelte bereits Organisationsformen, die dem „‚modernen‘ Typus des assoziativen Freiwilligenverbands“ zuzuordnen seien. Hardtwig bezeichnet den Nationalismus dieser Phase als „vorpolitisch“, da die Zugehörigkeit zur Nation nicht im Zusammenhang mit politischen Mitwirkungsrechten gedacht wurde, sondern über eine „zugeschriebene Merkmalsgleichheit mit der Gesamtheit der Deutschen“. Die Schaffung eines deutschen Nationalstaats spielte im damaligen Denken keine Rolle. Allerdings wurde die Verkoppelung der deutschen Nation mit dem Heiligen Römischen Reich als selbstverständlich und unauflöslich angenommen. Die zweite Phase lässt Hardtwig von der Zeit nach dem Siebenjährigen Krieg bis zu den Napoleonischen Kriege (um 1810) reichen; die dritte Phase schließlich bis in die Zeit vor den 1848er-Revolutionen.
Von der Entwicklung eines eigentlichen deutschen Nationalismus im modernen Sinne wird meist ab ca. 1770 ausgegangen. Hans-Ulrich Wehler beschrieb für die 1770er- und 1780er-Jahre „Vorläuferphänomene“ eines deutschen Nationalismus, zu denen er die „Debatte über eine deutsche Nationalliteratur, ein deutsches Nationaltheater, die Pflege einer deutschen Nationalsprache“, sowie den Personenkult um Friedrich den Großen zählt, der „protonationale Züge“ aufgewiesen habe. Der Nationalismus dieser Phase war in erster Linie ein Sprach- und Kulturnationalismus, der sich unter anderem in der These der „Reinheit“ der deutschen Sprache und ihrer Überlegenheit gegenüber den romanischen Sprachen zeigte, wie sie Johann Gottfried Herder und Johann Gottlieb Fichte vertraten.

## Freiheitlicher beziehungsweise Einigungsnationalismus

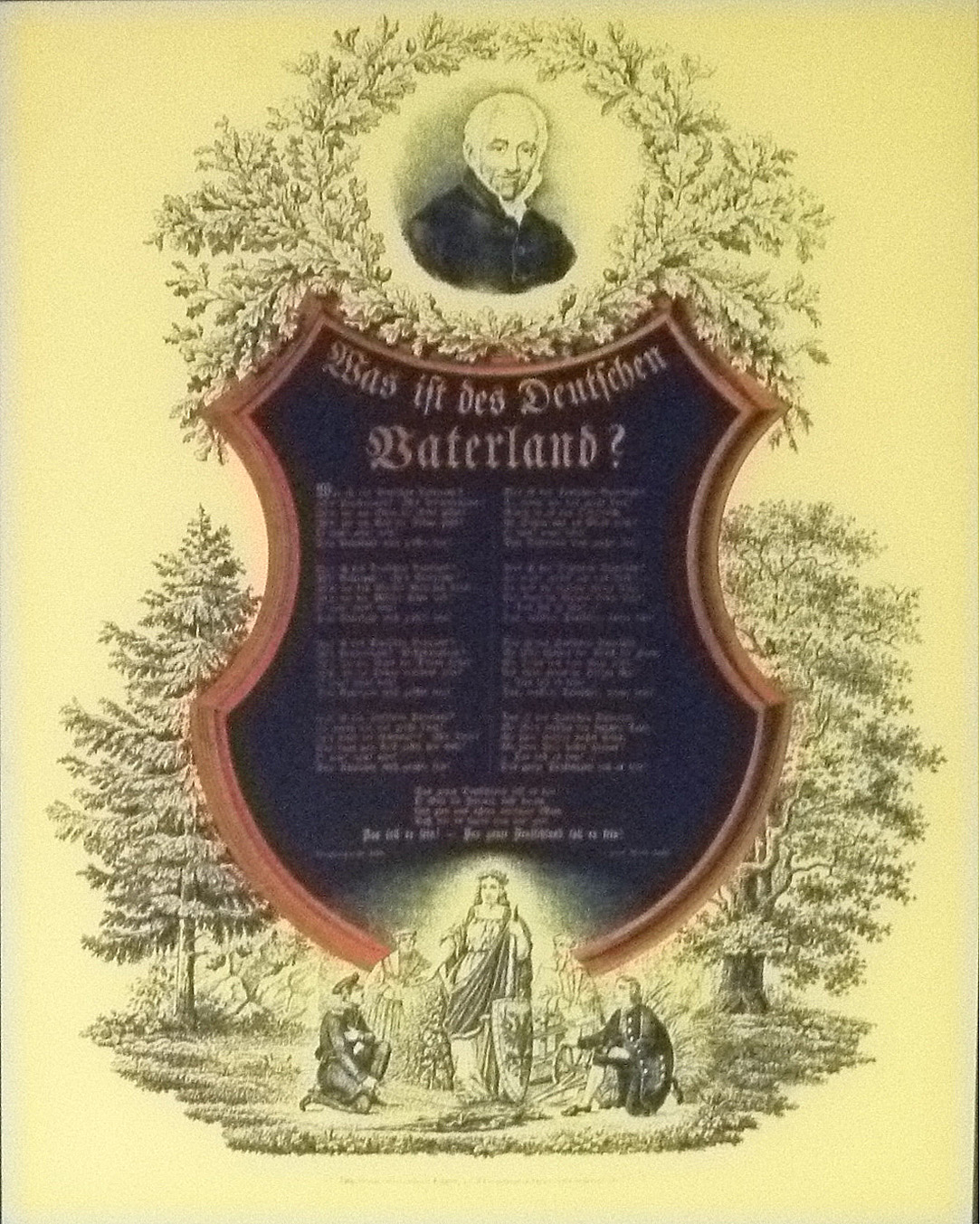
Des Deutschen Vaterland von Ernst Moritz Arndt

Die Herausbildung eines „– im strengen Sinne – modernen deutschen Nationalismus“ beschrieb Wehler als Reaktion auf die „grundstürzenden Erschütterungen“ der Französischen Revolution und der sich daran anschließenden Koalitionskriege (1789–1815). Dieser müsse streng vom „vornationalen, landschaftlichen Zusammengehörigkeitsbewußtsein“ früherer Phasen abgegrenzt werden (wenngleich dieses auch noch danach fortbestand).
Dieser deutsche Nationalismus war von Anfang an durch eine Dualität von Partizipation und Aggression (Dieter Langewiesche) geprägt: Einerseits propagierte er den Einschluss und die Gleichwertigkeit aller Deutschen, andererseits forderte er eine territoriale Ausdehnung Deutschlands und zeichnete Feindstereotypen von anderen Völkern. Hierfür steht beispielsweise bereits im frühen 19. Jahrhundert das Werk Ernst Moritz Arndts; aber auch das Eintreten vieler Revolutionäre von 1848 für die großdeutsche Lösung bis hin zum Groß- bzw. Weltmachtstreben, das Ende des 19. Jahrhunderts auch Sozialliberale wie Friedrich Naumann und Sozialdemokraten wie Ferdinand Lassalle vertraten.
Bis zur Deutschen Reichsgründung 1871 dominierte jedoch das national-freiheitliche Element. Die deutsche Nationalbewegung war in dieser Phase eng mit dem Liberalismus verbunden. Gerade dessen linker Flügel zielte auf eine nationale Demokratie ab: Die als anachronistisch und reaktionär empfundene Kleinstaaterei sollte durch einen liberalen Nationalstaat gleichberechtigter Staatsbürger abgelöst werden.

## Reichsnationalismus
Demgegenüber nahm der deutsche Nationalismus nach der Gründung des kleindeutschen Nationalstaats 1871 überwiegend den Charakter einer politischen und gesellschaftlich konservativen, häufig auch illiberalen Abwehrideologie an. Über die Verteidigung des erreichten Status quo hinaus verband er sich aber auch mit Expansionsbestrebungen. Das aggressive Element des Nationalismus verstärkte sich ab den 1870er-Jahren. Dieser „Reichsnationalismus“ verherrlichte – anders als noch der gegen die Fürstenherrschaft gerichtete liberale „Einigungsnationalismus“ – den Kaiser, das Militär und auch den charismatischen, wenngleich konservativen, „Reichsgründer“ Otto von Bismarck. Mit dem Kulturkampf gegen die katholische Kirche und den Sozialistengesetzen bekam dieser deutsche Reichsnationalismus auch ein ausgrenzendes Element: Katholische und sozialdemokratische Deutsche wurden als „Reichsfeinde“ abgestempelt, deren Loyalität zur ultramontanen Kirchenführung bzw. Partei und Klasse größer sei als zur Nation. Hingegen galt der protestantische Bildungs- und Besitzbürger als vorbildlicher Typus eines nationalgesinnten Deutschen.

## Völkischer Nationalismus
Ein noch radikalerer Exklusionsgedanke lag dem aufkommenden rassischen Antisemitismus zugrunde, der deutschen Juden nicht nur das Deutschtum absprach, sondern sie sogar zu dessen Gegenspielern erklärte. Hier verband sich der Reichsnationalismus mit der Idee einer „purifizierten Nation“. Er breitete sich von den ab 1878 gegründeten Antisemitenparteien ins konservative und nationalliberale Lager sowie das akademische Milieu aus. Von der Spätphase der Regierung Bismarcks (Mitte der 1880er-Jahre) bis zum Ersten Weltkrieg radikalisierte sich der deutsche Nationalismus zusehends – eine Entwicklung, die parallel auch in anderen westlichen Nationalstaaten dieser Phase beobachtet werden kann.
Entgegen der von Bismarck proklamierten „Saturiertheit“ des Deutschen Reichs wurde erneut die deutsche Frage thematisiert, eine „Vollendung“ der Reichsgründung durch die Einbeziehung Österreichs sowie des deutschen „Volkstums“ in Ost- und Südosteuropa gefordert. Die radikalen, exklusiven, rassistischen und antisemitischen Strömungen des deutschen Nationalismus im ausgehenden 19. und beginnenden 20. Jahrhundert werden als völkische Bewegung zusammengefasst. Auch innerhalb der deutschnationalen Bewegung in Österreich-Ungarn gab es in dieser Zeit einen radikal-völkischen und antisemitischen Flügel, für den namentlich die von Georg von Schönerer gegründete Alldeutsche Bewegung stand.